# 米克·舒马赫
米克·舒马赫（德語：Mick Schumacher，德語發音：[ˈmɪk ˈʃuːmaxɐ] ⓘ，1999年3月22日—），德国赛车手，現時效力于世界耐力锦标赛的Alpine耐力赛车队。
2021年至2022年，米克·舒马赫曾在哈斯车队担任正式车手，并在2022年賽季兼任法拉利車隊的後備車手，但在2022年賽季表現未如理想而不獲續約，賽季結束後離開哈斯车队及法拉利車手學院。
他是七屆一級方程式世界冠軍迈克尔·舒马赫的兒子，拉夫·舒马赫的侄子和大衛·舒馬赫的堂哥，都是賽車手。

## 早年經歷
米克·舒马赫在1999年3月22日出生在瑞士维夫朗堡，并在2008年之前都在那里生活，之后他随家人搬到格朗生活。他是著名德国一级方程式车手迈克尔·舒马赫和德国马术师科琳娜的儿子，他还有一个大他2岁的姐姐吉娜-玛丽亚·舒马赫。德国前赛车手拉尔夫·舒马赫是米克的叔叔。
他在2008年开始自己的赛车生涯。而为了避免其父亲的名声带给过高的压力，在他的参与赛车早期是使用其母亲的家族姓氏“Betsch”。
2017年11月15日，米克·舒麥加以應屆歐洲三級方程式新秀季軍，遵循家族傳統，加入澳博德利賽車隊向征服澳門而戰。
2018年10月14日，米克·舒麥加摘下個人職業車手生涯的首個重要錦標，贏得了2018年歐洲三級方程式賽車（F3）總冠軍，年僅19歲的米克今季曾經勇奪五連勝。同年10月19日，澳博德利賽車隊宣布，將派出應屆歐洲三級方程式盟主米克舒麥加，領軍征戰澳門格蘭披治大賽車，為車隊力爭第九度奪冠。 最終米克·舒麥加获得第五。

## 二级方程式
2019年，米克·舒马赫升入二级方程式，继续与三级方程式时期效力的普雷马车队合作。
2019年1月19日，法拉利F1車隊宣佈米克·舒马赫簽約加入法拉利青年車手計劃。 2019年4月2日，米克·舒麥加於巴林首次駕駛F1戰車，為父親曾効力的法拉利車隊試車。
2019年7月3日，F1宣佈米克·舒马赫將在7月27日和28日，F1德國站比賽期間，駕駛父親迈克尔·舒马赫2004年赢得第七个7個年度车手总冠军的法拉利F2004戰車，在霍根海姆進行巡場表演。
2019年8月4日，米克舒麥加在F2匈牙利站第一阶段正赛中，以第八名次完赛，获得第二阶段杆位起跑的资格，第二阶段正赛从杆位起跑并首奪此級賽事的分站冠軍。
2020年9月10日，F1官網宣布在意大利穆杰洛赛道上演的托斯卡纳站，將是法拉利車隊參戰一級方程式的第1000場，米克舒麥加將會駕駛父亲於2004年的冠軍戰車法拉利F2004繞場慶祝。
2020年12月6日，F2巴林站衝刺賽，米克舒麥加因為早段進站換胎，最終僅以第18名完成，不過由於車手榜第2的克勞姆·伊洛特今站只得第11名同樣得0分，結果米克舒麥加以總成績215分，14分之差擊敗同為法拉利青年車手克勞姆·伊洛特，成為2020年赛季二級方程式賽車車手总冠軍。

## 一级方程式

### 哈斯车队
2020年12月2日，哈斯车队宣布签下米克·舒马赫，米克選擇了47號作為他的賽車號碼。从2021年开始，米克将代表哈斯车队征战F1賽事。12月11日，在阿布扎比大奖赛的第一节自由练习赛上，米克·舒马赫驾驶哈斯车队的赛车上场，在艾费尔大奖赛因天气情况错失驾驶一级方程式赛车的机会后，终于完成了自己的一级方程式首秀。
2021年赛季，作为米克·舒马赫的F1处子赛季，受限于哈斯赛车的孱弱性能，并未有太多亮眼表现。他与队友同是一年级新人的尼基塔·马泽平经常位列完赛名单尾部。
2022年赛季，在沙特阿拉伯大獎賽的排位赛上，米克因为失误造成严重撞车事故，虽然本人经医学检查没有大碍，但他没有被允许参加周日的正赛，而哈斯车队也没有安排后备车手顶替米克出赛。在摩納哥大獎賽上，米克在正赛中因压到湿滑路肩而失控撞车退赛，他断成两截的赛车引发了该场比赛的第二次红旗而使比赛暂停。米克在英国大奖赛上取得第8名，获得4个积分，这是他一级方程式生涯首次得分。奧地利大獎賽上，米克·舒马赫以第六名完赛，是他在一级方程式比赛中的最高完赛位置。
2022年11月17日，哈斯车队宣布不与米克续约，本赛季结束后他将离开哈斯。而尼科·霍肯伯格将在2023赛季接替米克的位置。12月15日，米克和法拉利车手学院宣布双方结束合约。

### 梅赛德斯车队
2022年12月15日，梅赛德斯车队宣布与米克·舒马赫签约，他将加入车队担任测试及后备车手。2024年11月，梅赛德斯和米克宣布双方结束合作，米克将不再担任后备车手并离开梅赛德斯车队。

## 世界耐力锦标赛
2023年11月，米克·舒马赫和Alpine耐力赛车队签约，2024年他将驾驶车队的36号A424赛车参加世界耐力锦标赛Hypercar组别比赛。

## 生涯成绩
| 赛季    | 赛事                             | 车队                 | 赛次     | 获胜     | 杆位     | 最速圈   | 领奖台   | 积分     | 排名     |
| ------- | -------------------------------- | -------------------- | -------- | -------- | -------- | -------- | -------- | -------- | -------- |
| 2015    | ADAC四级方程式锦标赛             | 範阿默斯福特車隊     | 22       | 1        | 0        | 0        | 2        | 92       | 第10     |
| 2015–16 | MRF Challenge Formula 2000锦标赛 | MRF车队              | 4        | 0        | 0        | 0        | 2        | 51       | 第10     |
| 2016    | ADAC四级方程式锦标赛             | 普雷马车队           | 24       | 5        | 4        | 2        | 12       | 322      | 亞軍     |
| 2016    | 意大利四级方程式锦标赛           | 普雷马车队           | 18       | 5        | 4        | 6        | 10       | 216      | 亞軍     |
| 2016–17 | MRF Challenge Formula 2000锦标赛 | MRF车队              | 16       | 4        | 2        | 1        | 9        | 215      | 季軍     |
| 2017    | 国际汽联欧洲三级方程式锦标赛     | 普雷马车队           | 30       | 0        | 0        | 0        | 1        | 94       | 第12     |
| 2017    | 澳门格兰披治大赛车               | 普雷马车队           | 1        | 0        | 0        | 1        | 0        | N/A      | 第16     |
| 2018    | 国际汽联欧洲三级方程式锦标赛     | 普雷马车队           | 30       | 8        | 7        | 4        | 14       | 365      | 冠軍     |
| 2018    | 澳门格兰披治大赛车               | 澳博德利賽車隊       | 1        | 0        | 0        | 0        | 0        | 0        | 第5      |
| 2019    | 国际汽联二级方程式锦标赛         | 普雷马车队           | 22       | 1        | 0        | 1        | 1        | 53       | 第12     |
| 2020    | 国际汽联二级方程式锦标赛         | 普雷马车队           | 24       | 2        | 0        | 2        | 10       | 215      | 冠军     |
| 2021    | 一级方程式                       | 乌拉尔卡利哈斯F1车队 | 22       | 0        | 0        | 0        | 0        | 0        | 第19     |
| 2022    | 一级方程式                       | 哈斯车队             | 22       | 0        | 0        | 0        | 0        | 12       | 第16     |
| 2022    | 一级方程式                       | 法拉利车队           | 測試車手 | 測試車手 | 測試車手 | 測試車手 | 測試車手 | 測試車手 | 測試車手 |
| 2023    | 一级方程式                       | 梅赛德斯车队         | 測試車手 | 測試車手 | 測試車手 | 測試車手 | 測試車手 | 測試車手 | 測試車手 |
| 2024    | 一级方程式                       | 梅赛德斯车队         | 測試車手 | 測試車手 | 測試車手 | 測試車手 | 測試車手 | 測試車手 | 測試車手 |
| 2024    | 世界耐力锦标赛                   | 阿尔品耐力车队       | 2        | 0        | 0        | 0        | 0        | 0*       | 第15*    |

* 赛季仍在进行中

### 一級方程式賽車成績
（图例）（粗体为杆位出赛，斜体为最快圈速）
| 賽季   | 車隊                 | 底盤      | 引擎                  | 1       | 2       | 3     | 4       | 5     | 6       | 7      | 8     | 9      | 10    | 11    | 12    | 13    | 14    | 15     | 16    | 17      | 18     | 19      | 20    | 21      | 22    | 排名 | 積分 |
| ------ | -------------------- | --------- | --------------------- | ------- | ------- | ----- | ------- | ----- | ------- | ------ | ----- | ------ | ----- | ----- | ----- | ----- | ----- | ------ | ----- | ------- | ------ | ------- | ----- | ------- | ----- | ---- | ---- |
| 2020年 | 哈斯F1车队           | 哈斯VF-20 | 法拉利065 EVO 1.6 V6t | 奥      |         | 匈    | 英      | 周年  | 西      | 比     |       | 托     | 俄    | 艾費  | 葡    | 艾米  | 土    | 巴林   | 薩    | 阿布 TD |        |         |       |         |       | -    | -    |
| 2021年 | 烏拉爾卡利哈斯F1車隊 | 哈斯VF-21 | 法拉利065/6 1.6 V6t   | 巴林 16 | 艾米 16 | 葡 17 | 西 18   | 摩 18 | 亞塞 13 | 法 19  | 史 16 | 奧 18  | 英 18 | 匈 12 | 比 16 | 荷 18 | 15    | 俄 Ret | 土 19 | 美 16   | 墨 Ret | 聖保 18 | 卡 16 | 沙 Ret  | 阿 14 | 第19 | 0    |
| 2022年 | 哈斯F1車隊           | 哈斯VF-22 | 法拉利066/7 1.6 V6t   | 巴林 11 | 沙 WD   | 澳 13 | 艾米 17 | 迈 15 | 西 14   | 摩 Ret | 14    | 加 Ret | 英 8  | 奥 6  | 法 15 | 匈 14 | 比 17 | 荷 13  | 12    | 新 13   | 日 17  | 美 15   | 墨 16 | 圣保 13 | 阿 16 | 第16 | 12   |

* 賽季進行中。
†未完赛，但已完成赛事总里程的90%。